# Hi-Teknology
Cet article concerne l'album Hi-Teknology. Pour high-tech, voir Techniques de pointe.
Albums de Hi-Tek)
Hi-Teknology²: The Chip
(2006)
Singles
1. Round & Round
Sortie : 2001
2. The Sun God
Sortie : 2001

Hi-Teknology est le premier album studio de Hi-Tek, sorti le 8 mai 2001.
Hi-Tek a composé la totalité des titres et invité ses plus proches collaborateurs, notamment Talib Kweli et Mos Def.
L'album s'est classé 12e au Top R&B/Hip-Hop Albums et 66e au Billboard 200.

## Liste des titres
| No  | Titre                                                                  | Contient un (des) sample(s) de                                                                                         | Durée |
| --- | ---------------------------------------------------------------------- | --- | ----- |
| 1.  | Scratch Rappin                                                         | | 2:04  |
| 2.  | The Sun God (featuring Common et Vinia Mojica)                         | In Common de Phil Upchurch et Tennyson Stephens Here's the Rainy Day de l'Oscar Peterson Trio                          | 4:34  |
| 3.  | Get Back Pt. II (featuring DCQ et Talib Kweli)                         | | 3:46  |
| 4.  | Breakin' Bread (featuring Brian Digby Jr., Crunch, Donte et Main Flow) | Rejected d'Elmer Bernstein Beats to the Rhyme de Run–D.M.C. Tru Master de Pete Rock featuring Inspectah Deck et Kurupt | 3:53  |
| 5.  | All I Need Is You (featuring Cormega et Jonell)                        | | 3:39  |
| 6.  | Where I'm From (featuring Jinx Da Juvy)                                | | 3:11  |
| 7.  | Tony Guitar Watson                                                     | | 1:00  |
| 8.  | Round & Round (featuring Jonell)                                       | Burlesque in Barcelona de Jakob Magnússon                                                                              | 3:30  |
| 9.  | Get Ta Steppin' (featuring Mos Def et Vinia Mojica)                    | | 4:37  |
| 10. | Theme From Hi-Tek (featuring Talib Kweli)                              | Mas Que Nada (Pow, Pow, Pow) de Warren Kime                                                                            | 1:48  |
| 11. | L.T.A.H. (featuring Slum Village)                                      | | 3:52  |
| 12. | Suddenly (featuring Donte et Main Flow)                                | Vole Vole Farandole de Paul Mauriat                                                                                    | 3:25  |
| 13. | The Illest It Gets (featuring Buckshot)                                | | 4:24  |
| 14. | Hiteknology (featuring Jonell)                                         | | 1:38  |